# Marco Minúcio Rufo (cônsul em 221 a.C.)
Marco Minúcio Rufo (em latim: Marcus Minucius Rufus, nascido em data desconhecida — Canne, 2 de agosto de 216 a.C.) foi um político da família gente Minúcia da República Romana eleito cônsul em 221 a.C. com Públio Cornélio Cipião Asina. Foi nomeado ditador em 217 a.C., mas renunciou ao posto.

## Consulado (221 a.C.)
Foi eleito cônsul em 221 a.C. com Públio Cornélio Cipião Asina e os dois realizaram uma campanha contra os ístrios, que foram derrotados, mas não decisivamente.

## Segunda Guerra Púnica
Em 217 a.C., o segundo ano da Segunda Guerra Púnica, foi nomeado pelo Senado como mestre da cavalaria do ditador Fábio Máximo. Era um dos principais expoentes entre os jovens soldados que estavam descontentes com a tática de Fábio Máximo, pois não aprovava a guerra de guerrilha que "o Protelador" vinha conduzindo para enfrentar os cartagineses por acreditar que ela não produzia as grandes vitórias esperadas pelos romanos.

### Co-ditador (217 a.C.)
Minúcio conseguiu a oportunidade de comandar as tropas romanas quando Fábio foi reconvocado a Roma por motivos religiosos e rapidamente lançou as tropas contra um grupo de cartagineses que estavam em missão de busca de alimentos. Ele conseguiu derrotá-los e exaltou sua vitória em Roma. As notícias desta escaramuça foram recebidas em Roma como as de uma grande vitória e tribuno da plebe Marco Metílio ou, segundo outras fontes, Caio Terêncio Varrão (o futuro cônsul de 216 a.C.), propôs uma lei para outorgar a Minúcio a mesma posição que Fábio. A lei foi aprovada depressa, outorgando a duas pessoas ao mesmo tempo pela primeira vez na sua história o cargo de ditador romano. Minúcio propõe a Fábio que eles se alternassem diariamente no comando, mas Fábio defende que, se houvesse estratégias conflitantes, o melhor seria dividir o exército. Minúcio escolheu dividir o exército, fazendo-se ele cargo das legiões número II e III e de outras duas legiões de aliados. Acampou a uma milha e meia a sul do acampamento de Fábio, possivelmente no mesmo lugar  no que se situara o acampamento temporário de Aníbal.
Aníbal, conhecendo a impaciência do novo ditador, preparou-lhe uma armadilha atraindo seu exército para uma colina para depois cercá-lo. A princípio, Minúcio enviou apenas uns poucos homens, mas logo se viu obrigado a enviar mais e mais forças até que todo o seu exército estava empenhado na batalha. Se Fábio não tivesse intervindo atacando a retaguarda de Aníbal, Minúcio seria certamente derrotado. Reconhecendo a superioridade no comando e na tática de Fábio, Minúcio renunciou ao cargo.
Conta-se que Aníbal, vendo Fábio descendo a colina, teria dito: "a nuvem que costumava observar do alto do monte finalmente se transformou numa chuva tempestuosa".

### Morte
No ano seguinte, cansados da estratégia de Fábio Máximo, os senadores elegem Caio Terêncio Varrão e Lúcio Emílio Paulo cônsules esperando um confronto total. Foram formadas novas legiões e, combinadas com tropas de aliados, conseguiu-se mobilizar um exército de 86 mil soldados e cavaleiros. Cneu Servílio Gêmino, cônsul do ano anterior, já vinha servindo no exército de Fábio e continuou seu serviço quando os novos cônsules chegaram, mas Marco Atílio Régulo, o outro cônsul, já muito idoso, recebeu ordens de voltar para Roma e Marco Minúcio Rufo foi convocado para servir em seu lugar no grande exército.
O resultado foi a vitória de Aníbal na Batalha de Canas, um desastre completo para os romanos, incluindo Minúcio, que morreu em combate.